# عدنان بغجاني
عدنان بغجاني (1934 - 9 أكتوبر 1992) هو شاعر سوري.

## حياته
ولد في دمشق عام 1934 تلقى تعليمه في دمشق وتخرج في جامعتها حاملاً الإجازة في اللغة العربية عام 1957 ونال دبلوم التربية عام 1958. عمل مدرساً ومديراً للتربية ومديراً عاماً لمؤسسة الوحدة ورئيس تحرير جريدة الثورة وأميناً عاماً لوزارة التربية ووزيراً للتربية ووزير دولة لشؤون مجلس الوزراء، ورئيساً لتحرير جريدة البعث، ورئيساً لاتحاد الكتاب العرب، وعضواً في مجلس الشعب، ومستشاراً ثقافياً في مجلس الوزراء.
رئيس تحرير الموقف الأدبي - رئيس تحرير الآداب الأجنبية- رئيس تحرير الأسبوع الأدبي
- عضو قيادة فرع دمشق لحزب البعث العربي الاشتراكي 1967-1968.
عضو جمعية البحوث والدراسات.
توفي في 9/10/1992

## مؤلفاته
- مختارات من شعر لوركا - ترجمة 1963.
- رؤية شرقية - أشعار الهايكو - - ترجمة 1974.
- تحالف الأغبياء - رواية - ترجمة - دمشق 1992- اتحاد الكتاب العرب.
- بستان الكرز - ترجمة أشعار يابانية - دار الأهالي
- الأمير الصغير - قصة- ترجمة- سالنت اكزوبري- كتاب ماجد أبو ظبي صدر بعد وفاته 1993.
- صورة الهند - الأهالي للطباعة والنشر -1991
- مقالات وقصص وأشعار في الدوريات والصحف العربية والمحلية.